# 6093 Макото
6093 Макото (6093 Makoto) — астероїд головного поясу, відкритий 30 серпня 1990 року.
Тіссеранів параметр щодо Юпітера — 3,459.